# 仙后

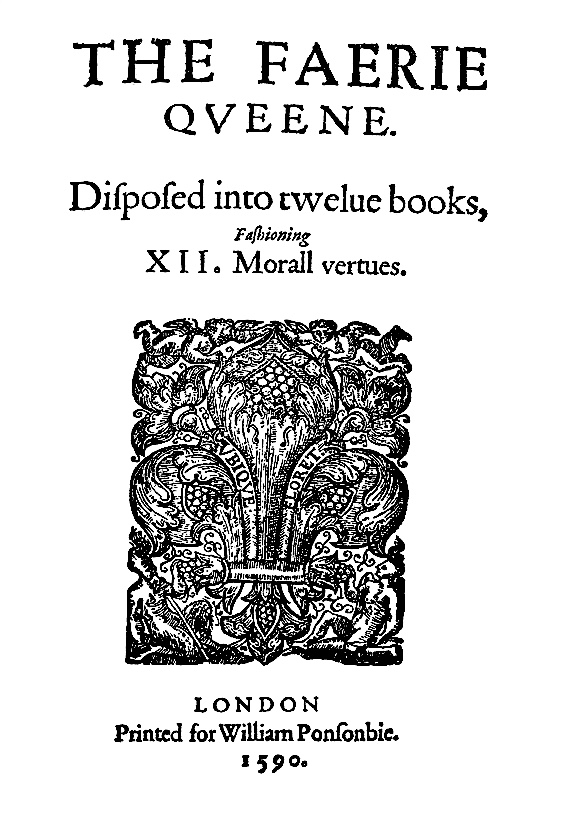
仙后

仙后（英語：The Faerie Queene），是英國詩人艾德蒙·斯賓塞於1590年出版的史詩，由於其崇尚亞瑟王傳奇中的騎士精神，所以效仿亞瑟王傳奇的手法，寫下了這篇史詩 ─ 仙后，即喻伊莉莎白一世女皇(1533-1603)，其統治期間所遭遇的事件。文中有3種不同文類：(1)寓言(Allegory)。(2)史詩(Epic)。(3)騎士傳奇(Chivalric Romance)
史詩中描述騎士霍理士（聖潔）與公主優娜（真理）一同對抗惡龍（邪惡）的故事。
文章的開頭模彷了維吉爾的史詩埃涅阿斯紀。

## 在线版本
- LibriVox中的公有领域有声书《The Faerie Queene》
- Bear, Risa S. (编), , www.luminarium.org HTML etext version (Grosart, London), 1993–96 [1882]  [2021-03-01], （原始内容存档于2020-11-09）
- Wise, Thomas J. (编), , George Allen, 1897, in six volumes illustrated by Walter Crane
  -  , alt link
  -  , alt link
  -  , alt link
  -  , alt link
  -  , alt link
  -  , alt link
- , Project Gutenberg,   [2021-03-01], （原始内容存档于2021-03-08） incorporating modern rendition and glossary

## 外部連結
精靈皇后：簡介與導讀